# Sinuolinea cyclopterina
Sinuolinea cyclopterina is een microscopische parasiet uit de familie Sinuolineidae. Sinuolinea cyclopterina werd in 1932 beschreven door Bazikalova. 